# Apertura Desprez
L'apertura Desprez è un'apertura estremamente rara nel gioco degli scacchi (al 16º posto tra le 20 possibili prime mosse del bianco) ed è caratterizzata dalla mossa:
1. h4

La sua rarità è dovuta al fatto che il bianco non occupa alcuna casella centrale (pertanto il nero potrà immediatamente occupare il centro indisturbato) e che questo spostamento di pedone è pressoché inutile per lo sviluppo dei pezzi: l'unico pezzo che ha una maggiore libertà di movimento a seguito di questa mossa è la torre, che di solito è opportuno sviluppare su colonne centrali, o comunque aperte, più avanti nel corso della partita.
Come già detto il nero non dovrebbe avere difficoltà nello sviluppo dei propri pezzi e pertanto risponderà energicamente al centro con 1…e5 o 1…d5 o, in alternativa, svilupperà il cavallo 1…Cf6